# 亚洲社会科学杂志
《亚洲社会科学杂志》（英语：Asian Journal of Social Science，AJSS）成立于1968年，是由新加坡国立大学社会学系主办，爱思唯尔出版的开放获取的双月同行评审学术期刊，内容涉及亚洲研究，包括人类学、文化研究、经济学、地理学、历史、政治学、心理学和亚洲社会学。除研究论文外，它还发表书评和评论文章、研究笔记和短文。该期刊在2021年前由BRILL出版社出版。主编是 Joonmo Son 和 Eric C. Thompson。收录于社会科学引文索引（SSCI）和Scopus。